# Party it up
Singles de AAA
Miss You / Hohoemi no Saku Basho
(2013) Love Is In The Air
(2013)
Party it up est le 36e single du groupe AAA sorti sous le label Avex Trax le 13 mars 2013 au Japon. Il sort en format CD, CD+DVD, et CD mu-mo. Il arrive 7e à l'Oricon. Il se vend à 34 106 exemplaires la première semaine et reste classé 7 semaines pour un total de 38 626 exemplaires vendus en tout durant cette période.
Party it up et Alive se trouvent sur l'album Eight Wonder.

## Liste des titres
| 1. | Party it up                           |  |
| 2. | Alive                                 |  |
| 3. | Party it up (PLAY IT ALL NIGHT REMIX) |  |
| 4. | Party it up (Instrumental)            |  |
| 5. | Alive (Instrumental)                  |  |

| 1. | Party it up                |  |
| 2. | Alive                      |  |
| 3. | Party it up (Instrumental) |  |
| 4. | Alive (Instrumental)       |  |

| 1. | Party it up (Clip Vidéo) |  |
| 2. | Party it up (Making Of)  |  |

| 1. | Party it up                                 |  |
| 2. | Alive                                       |  |
| 3. | Think about AAA 7th Anniversary ~season 25~ |  |

| 1. | Party it up                                 |  |
| 2. | Alive                                       |  |
| 3. | Think about AAA 7th Anniversary ~season 26~ |  |